# Demófilo de Constantinopla
Demófilo (m. 386) foi um bispo de Beroia e arcebispo de Constantinopla de 370 até sua expulsão em 380 d.C.

## História
Nascido de uma família abastada na Tessalônica (Filost. H. E. ix. 14), ele foi eleito pelos arianos para a Sé de Constantinopla (Socr. H. E. iv. 14; Sozomeno H. E. vi. 13). A opinião do povo, porém, estava muito dividida(Filost. H. E. ix. 10). O partido ortodoxo, aderente ao credo de Niceia, tinha escolhido Evágrio como seu bispo e ele foi ordenado por Eustácio, o deposto (pelos arianos) bispo de Antioquia. Este foi o sinal para uma furiosa reação dos arianos de Constantinopla. Tanto Eustácio quanto Evágrio foram expulsos pelo imperador Valente e seus seguidores foram muito perseguidos (Socr. H. E. iv. 14, 16; Soz. H. E. vi. 13, 14).
Logo após sua ascensão, Demófilo foi até Cízico com Doroteu (ou Teodoro) de Heracleia para garantir a eleição de um bispo ariano numa sede que havia sido deixado vaga após a expulsão de Eunômio. Porém, a população da cidade se recusou a reconhecê-los até que eles tivessem anatemizado Aécio de Antioquia, Eunômio e seus seguidores. Então, foi-lhes permitido ordenarem um bispo escolhido pelo povo e este, imediatamente, começou a ensinar a fé consubstancial (Filost. H. E. ix. 13).
Em 380 d.C., o imperador Teodósio I tornou o reinado de Demófilo memorável ao oferecer-se para confirmá-lo na Sé de Constantinopla se ele aceitasse o credo de Niceia. Demófilo se recusou e recebeu imediatamente a ordem de entregar as suas igrejas. Ele então reuniu seus seguidores e fugiu, com Lúcio de Alexandria e outros, para uma igreja fora das muralhas da cidade (Socr. H. E. v. 7). As igrejas de Constantinopla, que tinham estado por quarenta anos nas mãos arianas, foram então entregues novamente à ortodoxia, o mesmo ocorrendo em cidades próximas.
Filostórgio (H. E. ix. 19) acrescenta ainda que Demófilo foi até a sua cidade-natal, Viria. Porém, esta viagem deve ter ocorrido algum tempo depois (ou ele retornou do exílio), pois ele representou o partido ariano no Primeiro Concílio de Constantinopla de 383 (Soz. H. E. vii. 12). O mesmo autor afirma que Demófilo estava determinado a causar confusão, especialmente as doutrinas, e cita de um sermão em Constantinopla no qual ele fala da natureza humana do Salvador como "perdida no Divino", como um copo de leite quando derramado no mar (Filost. Patrol. Gk. lxv.; Soz. and Socr. Patrol. Gk. lxvii).